# Duško Pijetlović
Duško Pijetlović, serbisk kyrilliska Душко Пијетловић, född 25 april 1985 i Novi Sad, är en serbisk vattenpolospelare. Han ingick i Serbiens landslag vid olympiska sommarspelen 2008, 2012 och 2016.
Pijetlović spelade åtta matcher i herrarnas vattenpoloturnering i Peking och återigen åtta matcher i herrarnas vattenpoloturnering i London. Serbien tog brons båda gångerna. Han spelade även i det serbiska landslag som vann den olympiska vattenpoloturneringen 2016 i Rio de Janeiro.
Pijetlović tog VM-guld i samband med världsmästerskapen i simsport 2009 och 2015. VM-silver tog han i samband med världsmästerskapen i simsport 2011 i Shanghai. Vid VM 2017 tog han en bronsmedalj.